# Портола (Калифорнија)
Портола (енгл. Portola) град је у америчкој савезној држави Калифорнија. По попису становништва из 2010. у њему је живело 2.104 становника.

## Демографија
Према попису становништва из 2010. у граду је живело 2.104 становника, што је 123 (5,5%) становника мање него 2000. године.
| Група             | 2000.         | 2010.         |
| Белци             | 1.796 (80,6%) | 1.652 (78,5%) |
| Афроамериканци    | 10 (0,4%)     | 13 (0,6%)     |
| Азијати           | 24 (1,1%)     | 12 (0,6%)     |
| Хиспаноамериканци | 263 (11,8%)   | 342 (16,3%)   |
| Укупно            | 2.227         | 2.104         |